# Stephanie Vogt
Stephanie Vogt (Vaduz, 15 febbraio 1990) è un'ex tennista liechtensteinese.

## Biografia
Ha un fratello più giovane, Lukas. Le sue superfici preferite sono la terra e il cemento. 

## Carriera
Ha impugnato la prima racchetta a 5 anni. A livello juniores ha vinto cinque tornei in singolare - che le hanno permesso di raggiungere la quinta posizione nel ranking ITF - e sette in doppio.
Nel 2004 ha esordito nell'ITF Women's Circuit dove ha vinto cinque tornei in singolare e quattro in doppio. Invitata dall'ITF a partecipare alle Olimpiadi di Pechino nel singolare femminile è stata costretta a rifiutare per infortunio. L'occasione è stata da lei sfruttata invece alle Olimpiadi di Londra 2012 e a quelle di Rio de Janeiro 2016 dove è stata poi inserita nel tabellone principale del singolare femminile. Verrà eliminata però al primo turno in entrambi gli eventi.
In Fed Cup ha giocato un totale di diciassette match con la squadra del Liechtenstein, vincendone nove.
Ai Giochi dei piccoli stati d'Europa ha vinto dieci medaglie per il suo paese: sette d'oro e tre d'argento.
Nel 2013 ha vinto in doppio il BGL Luxembourg Open insieme alla belga Yanina Wickmayer, conquistando così il primo titolo WTA per il suo Paese. Nel 2015 si è invece aggiudicata in questa disciplina il Gastein Ladies, insieme a Danka Kovinić.
Si è ritirata nell'agosto del 2016, dopo la sua seconda partecipazione alle Olimpiadi.

## Statistiche WTA

### Doppio

#### Vittorie (2)
| Legenda               |
| --------------------- |
| Grande Slam (0)       |
| Ori Olimpici (0)      |
| WTA Finals (0)        |
| Premier Mandatory (0) |
| Premier 5 (0)         |
| Premier (0)           |
| International (2)     |
| WTA 125s (0)          |

| N. | Data            | Torneo                           | Superficie  | Compagna         | Avversarie in finale             | Punteggio        |
| 1. | 20 ottobre 2013 | BGL Luxembourg Open, Lussemburgo | Cemento (i) | Yanina Wickmayer | Kristina Barrois Laura Thorpe    | 7-6(2), 6-4      |
| 2. | 26 luglio 2015  | Gastein Ladies, Bad Gastein      | Terra rossa | Danka Kovinić    | Lara Arruabarrena Lucie Hradecká | 4-6, 6-4, [10-3] |

## Statistiche ITF

### Singolare

#### Vittorie (12)
| Torneo $100.000 (1) |
| Torneo $75.000 (0)  |
| Torneo $50.000 (2)  |
| Torneo $25.000 (5)  |
| Torneo $15.000 (1)  |
| Torneo $10.000 (3)  |

| N.  | Data              | Torneo                                                 | Superficie  | Avversaria in finale      | Punteggio     |
| 1.  | 24 giugno 2007    | Women's Circuit Davos, Davos                           | Terra rossa | Jessica Moore             | 6-4, 4-6, 6-3 |
| 2.  | 4 maggio 2008     | Makarska Ladies Open, Macarsca                         | Terra rossa | Anastasija Pivovarova     | 6-2, 6-3      |
| 3.  | 29 maggio 2010    | Velenje Open, Velenje                                  | Terra rossa | Pavla Smidová             | 6-1, 6-2      |
| 4.  | 20 novembre 2010  | ITF Women's Circuit Cairo, Il Cairo                    | Terra rossa | Maša Zec Peškirič         | 6-1, 6-3      |
| 5.  | 11 settembre 2011 | TEAN International, Alphen aan den Rijn                | Terra rossa | Katarzyna Piter           | 6-2, 6-4      |
| 6.  | 11 marzo 2013     | AEGON Pro Series Sutton, Sutton                        | Cemento (i) | Carina Witthöft           | 3-6, 6-4, 6-3 |
| 7.  | 18 marzo 2013     | AEGON Pro Series Bath, Bath                            | Cemento (i) | An-Sophie Mestach         | 7-6(5), 6-3   |
| 8.  | 15 luglio 2013    | Open GDF SUEZ de Biarritz, Biarritz                    | Terra rossa | Anna Karolína Schmiedlová | 1-6, 6-3, 6-2 |
| 9.  | 15 settembre 2013 | Royal Cup NLB Montenegro, Podgorica                    | Terra rossa | Anett Kontaveit           | 6-4, 6-3      |
| 10. | 16 febbraio 2014  | Circuito Feminino Future de Tênis, São Paulo           | Terra rossa | Marina Mel'nikova         | 6-1, 6-4      |
| 11. | 14 novembre 2014  | AEGON Pro Series Bath, Bath                            | Cemento (i) | Alberta Brianti           | 6-3, 7-6(3)   |
| 12. | 7 giugno 2015     | Internazionali Femminili di Tennis di Brescia, Brescia | Terra rossa | Andrea Gámiz              | 7-6(3), 6-4   |

#### Sconfitte (7)
| Torneo $100.000 (0) |
| Torneo $75.000 (0)  |
| Torneo $50.000 (0)  |
| Torneo $25.000 (5)  |
| Torneo $15.000 (0)  |
| Torneo $10.000 (2)  |

| N. | Data              | Torneo                                              | Superficie  | Avversaria in finale      | Punteggio     |
| 1. | 19 agosto 2007    | Pesaro Open, Pesaro                                 | Terra rossa | Polona Hercog             | 2-6, 6-2, 1-6 |
| 2. | 28 ottobre 2007   | ITF Women's Circuit Messico City, Città del Messico | Cemento     | Olivia Sanchez            | 6-2, 2-6, 2-6 |
| 3. | 17 febbraio 2008  | Torneo Mallorca, Maiorca                            | Terra rossa | Polona Hercog             | 6-4, 1-6, 3-6 |
| 4. | 23 gennaio 2011   | Open GDF SUEZ 42, Andrézieux-Bouthéon               | Cemento (i) | Mona Barthel              | 3-6, 6-3, 4-6 |
| 5. | 10 luglio 2011    | Schönbusch Open, Aschaffenburg                      | Terra rossa | Florencia Molinero        | 6(6)-7, 1-6   |
| 6. | 18 settembre 2011 | Rotterdam Open, Rotterdam                           | Terra rossa | Dinah Pfizenmaier         | 6-3, 1-6, 1-6 |
| 7. | 4 novembre 2012   | Netanya Open, Netanya                               | Cemento     | Anna Karolína Schmiedlová | 6-0, 3-6, 4-6 |